# Gunderyk
Gunderyk (ur. 379, zm. 428) – król Wandalów i Alanów w latach 407–428; poprowadził Wandalów, plemię wschodniogermańskie pierwotnie osiadłe nad Odrą, we wzięciu udziału w barbarzyńskiej inwazji na Cesarstwo zachodniorzymskie w V w. n.e.
Był synem króla Godigisela, który zginął podczas bitwy w 406. Jego następcą został jego brat, Genzeryk.